# Іл-6
Іл-6 — дослідний дальній бомбардувальник-торпедоносець розробки ОКБ-39 під керівництвом С. В. Іллюшина, покликаний замінити Іл-4 в авіації ВМФ. Зовні схожий на збільшений Іл-4.
Випробування розпочалися 7 серпня 1943 року (спочатку В. К. Коккінакі — заводські, потім А. М. Гринчик і М. С. Рибко — ЛДІ). Влітку 1944 року були встановлені нові двигуни АЧ-30БФ по 1900 к. с. Був побудований один примірник, після чого проєкт був закритий, так як не вдалося належним чином доопрацювати двигуни.

## Тактико-технічні характеристики
- Крейсерська швидкість: 350—380 км/год (при дальності 5000 км)
- Дальність польоту: 5450 км (при швидкості 340 км/год з навантаженням 1000 кг)
- Двигуни: 2 × АЧ-30Б (дизельні) з 1250/1500 к. с.
- Озброєння:
  - Стрілецьке: до п'яти автоматичних гармат Ш-20 (за іншими даними — три кулемети ШКАС)
  - Бомбове: до 4500 кг (авіабомби або дві торпеди).